# Patrick Yazbek
Patrick Yazbek (Liverpool, 5 de abril de 2002) es un futbolista australiano que juega en la demarcación de centrocampista para el Nashville SC de la Major League Soccer.

## Selección nacional
Tras jugar en las categorías inferiores de la selección, finalmente hizo su debut con la selección de Australia el 26 de marzo de 2024 en un encuentro de clasificación para la Copa Mundial de Fútbol de 2026 contra Líbano que finalizó con un resultado de 5-0 a favor del combinado australiano tras los goles de John Iredale, Kusini Yengi, un doblete de Craig Goodwin y un autogol de Bassel Jradi.

## Clubes
| Club               | País           | Año       | Partidos | Goles |
| ------------------ | -------------- | --------- | -------- | ----- |
| Sydney FC Youth    | Australia      | 2020-2022 | 23       | 1     |
| Sydney FC          | Australia      | 2021-2023 | 43       | 1     |
| Viking FK          | Noruega        | 2023-2024 | 45       | 2     |
| Huntsville City FC | Estados Unidos | 2024      | 1        | 0     |
| Nashville SC       | Estados Unidos | 2024-     | 26       | 1     |